# 顾全武
顾全武（864年—931年）， 唐末五代时期的名将。
越州余姚(今宁波余姚市)人。早年因战乱出家做过和尚，故有诨名“顾和尚”。后得武肃王钱鏐的赏识，成为钱鏐的裨将，经常侍于钱鏐左右。因武功战功得到升迁，授武勇都兵马使。
乾宁三年(896年)4月，董昌在越州称帝，并屯兵马粮草于石侯。顾全武奉诏出兵讨伐，5月即包围越州，逼迫董昌驯服，董昌除去帝号，复称节度使。顾全武马上挥师攻破越州，将董昌俘虏。因此战功，顾全武擢升为检校太保、明州刺史。
乾宁四年(897年)，顾全武再次率师，并从海路登陆，于嘉禾(今浙江嘉兴)歼灭董昌的余部。此后挥师北上，相继攻下苏州、无锡等郡县。顾全武终官指挥使。
后，顾全武屡次率兵与杨行密建立的吴国作战，除败于淮南名将李神福一次外，基本无败绩。